# Чакки (озеро)
Чакки — озеро на территории Лендерского сельского поселения Муезерского района Республики Карелия.

## Общие сведения
Площадь озера — 1,5 км², площадь бассейна — 14,6 км². Располагается на высоте 206,0 метров над уровнем моря.
Форма озера продолговатая, вытянуто с северо-запада на юго-восток. Берега озера каменисто-песчаные, местами заболоченные.
С северо-запада через ряд проток и ламбин соединяется с озером Короппи.
С юго-востока в озеро втекает ручей, вытекающий из озера Педролампи и безымянной ламбины.
В озере около десяти безымянных островов, однако их количество может варьироваться в зависимости от уровня воды.
Населённые пункты возле озера отсутствуют. Ближайший — посёлок Кимоваара — расположен в 12,5 км к северо-востоку от озера.
Озеро расположено в 17 км от Российско-финляндской границы.
Код водного объекта в государственном водном реестре — 01050000111102000011080.